# Daniel Jeło Maliński
Daniel Jeło Maliński herbu Pietyrog – kasztelan bełski w latach 1649–1661, chorąży wołyński w latach 1628–1649, rotmistrz królewski, dworzanin królewski w 1626 roku.
Deputat na Trybunał Główny Koronny z województwa wołyńskiego w 1623, 1631 roku.
Był elektorem Władysława IV Wazy z województwa wołyńskiego w 1632 roku. W 1633 roku był posłem województwa wołyńskiego na sejm koronacyjny.  Poseł wołyński na sejm zwyczajny 1635 roku. Wyznania prawosławnego, w 1635 roku był unitą.